# زاك لاين
زاك لاين (بالإنجليزية: Zach Line)‏ هو لاعب كرة قدم أمريكية أمريكي، ولد في 26 مايو 1990 في أوكسفورد في الولايات المتحدة.

## وصلات خارجية
- زاك لاين على موقع مرجع كرة القدم المحترفة.كوم (الإنجليزية)